# Chauth
El Chauth (paraula que prové del sànscrit i que vol dir un quart), va ser una taxa o un tribut imposat, des de principis del segle xviii, per l'Imperi Maratha a l'Índia. Representava nominalment un 25% dels ingressos o de la producció (d'aquí el seu nom).
El dret de determinar i recaptar aquesta taxa, va ser afirmat per primer cop per Shivaji a finals del segle xvii, basant-se en falsos arguments que la seva família havia estat hereditàriament recaptadora d'impostos a Maharashtra. El sardeshmukh era un gravamen addicional del 10% sobre el chauth.